# LMSドックタンク蒸気機関車
LMS ドックタンク蒸気機関車（LMS ドッグタンクじょうききかんしゃ）は、イギリスのロンドン・ミッドランド・アンド・スコティッシュ鉄道（LMS）が導入した蒸気機関車の1形式である。ヘンリー・ファウラーが設計した軸配置0-6-0（2C）の入換用タンク機関車で、1928年から1929年までに10両が製造された。

## 概要
1923年1月1日にLMSが設立されたとき、彼らは単なる鉄道資産以上のものを継承した。LMSの路線は西海岸線と東海岸線の両方に沿って広がり、これらの路線の港の多くは海から鉄道へ、大量の貨物輸送の役割をはたした。所有権を取得してから5年後、港では貨物の取り扱い量が増加し、多くの貨物列車を仕分ける新しい入れ換え用の小型タンク機関車の開発が急務になった。
港湾の路線軌道に対応するために前輪と後輪のない3組の連結車輪を使用した。カップルホイールのリアセットには、カルタッツィのセルフセンタリングアクスルボックスが取り付けられており、港湾軌道のきつい曲線を曲がることができた。
最も興味深い設計上の特徴の1つは、シリンダーが外側に取り付けることだった。メンテナンスは容易だが、外側のシリンダーは移動する機械部品が露出することを意味し、機関車の近くで数人が作業する忙しい環境では、重傷または死亡事故につながる可能性があった。1928年12月31日から1929年1月31日までの間に、10台の機関車はすべて、LMS No.61（11270〜11279）のダービー工場で製造された。
製造台数が少数であるにもかかわらず、スコットランドの西海岸にあるグリノックレディバーン機関区からイギリスの西海岸にあるバーケンヘッド機関区など、港に近い海岸沿いのいくつかのLMSの機関区に分散した。港での運用に適した機関車であり、あらゆる種類の貨物輸送作業を処理した。
1950年代後半にディーゼル機関車が導入され始め、同等の蒸気機関車が廃車された。廃車は1959年まで開始されなかったが、1964年までに、廃車が完了した。